# Луї Франсуа Клеман Бреге
Луї Франсуа Клеман Бреге (фр. Louis Clément François Breguet; 22 грудня 1804 , колишній XI округ Парижаd  — 27 жовтня 1883 , Париж ) — французький винахідник, фізик, механік і годинникар, відомий винаходами в галузі телеграфії; онук французького годинникаря швейцарського походження Авраама-Луї Бреге, відомого удосконаленнями в годинниковому механізмі та багатьма важливими відкриттями в галузі механіки та фізики, засновника марки «Breguet». Член Французької академії наук та Бюро довгот.

## Життєпис
Народився 22 грудня 1804 року в Парижі; з династії Бреге. Закінчив ліцей Кондорсе.
Здобув освіту в Швейцарії. Був онуком Авраама-Луї Бреге, засновника годинникової компанії «Breguet»; продовжив справу діда — 1833 року став менеджером годинникових майстерень «Breguet et Fils», після того, як його батько Луї Антуан Бреге вийшов на пенсію.
Між 1835 і 1840 роками стандартизував лінійку годинників компанії, надалі виробляючи 350 годинників на рік, і диверсифікував виробництво наукових інструментів, електричних пристроїв, записувальних приладів, електричних термометрів, телеграфних інструментів та електрично синхронізованих годинників.
1841 року спільно з Антуаном Массоном брав участь у створенні перших індукційних котушок, які пізніше удосконалив Генріх Даніель Румкорф.
Разом з Альфонсом Фоєм 1842 року розробив телеграф Фоя — Бреге — електричний голковий прилад, який замінив використовувану тоді оптичну телеграфну систему, а пізнішу покрокову телеграфну систему 1847 року застосували на французьких залізницях і навіть експортували в Японію.
Від 1843 року став членом Бюро з виміру довгот.
1847 року помітив, що короткі тонкі дротини можна використовувати для захисту телеграфних установок від блискавки, тим самим створивши прототип нинішніх електричних запобіжників, які використовують практично повсюдно.

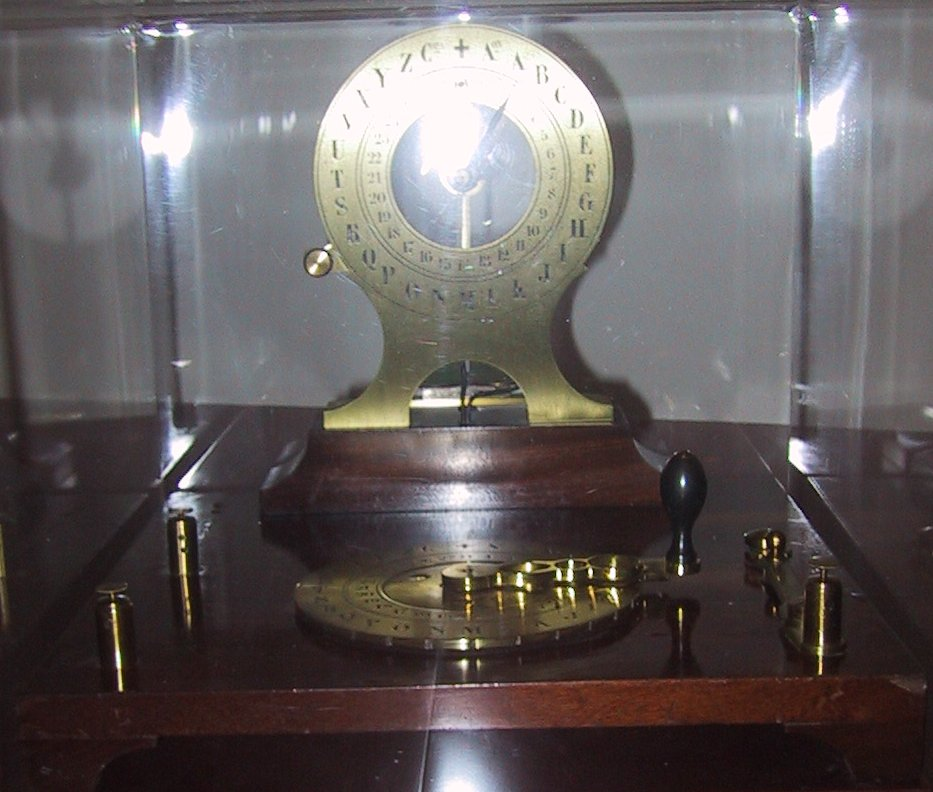
Телеграф Бреге

Також виготовив апарат Фізо — Фуко з обертовим дзеркалом, який Жан Бернар Леон Фуко і Арман Іпполіт Луї Фізо використовували 1850 року для вимірювання швидкості світла. 1856 року спроєктував загальнодоступну мережу синхронізованих електричних годинників для центру Ліона. 1866 року запатентував електричний годинник, керований камертоном із частотою 100 Гц.
1870 року передав керівництво компанією Едварду Брауну. Сам після цього повністю зосередився на телеграфі й галузі телекомунікацій, що зароджувалася.
1874 року Луї Франсуа Клемана Бреге обрано членом Французької академії наук. Серед науковців відомий працями з фізики та електротелеграфії. Його стрілковий телеграф майже без змін використовували ще кілька десятиліть після його смерті.
Помер 27 жовтня 1883 року в рідному місті, похований на цвинтарі Пер-Лашез.
Заслуги Бреге перед вітчизною відзначено орденом Почесного легіону, а його ім'я увійшло до Списку 72 імен на Ейфелевій вежі.
Був одруженим. Його син Антуан (1851—1882) продовжив сімейний бізнес. Разом зі своїм сином зустрічався з Александером Гремом Беллом та отримав ліцензію на виробництво телефонів «Bell» для французького ринку. Був дідом піонера авіації Луї-Шарля Бреге та дядьком Софі Бертло — першої жінки, похованої в паризькому Пантеоні.